# Wahlisaurus
Wahlisaurus (il cui nome significa "sauro di William Wahl") è un genere estinto di ittiosauro leptonectide vissuto nel Giurassico inferiore (Hettangiano), in quella che oggi è Nottinghamshire, Inghilterra. Il genere contiene una singola specie, ossia W. massarae, il cui olotipo venne rinvenuto nel 1951, venendo descritto solo nel 2016, da Dean Lomax.

## Descrizione
Wahlisaurus è così raro che ne sono stati ritrovati solo uno scheletro e un singolo osso isolato. Il primo esemplare è costituito da un cranio e uno scheletro incompleto, mentre il secondo esemplare consiste in una singola coracoide, donata dalla collezione privata di Simon Carpenter, un collezionista di fossili del Somerset. Wahlisaurus condivide diverse caratteristiche, come un muso lungo e snello, con altri leptonectidi del suo tempo, come Eurhinosaurus ed Excalibosaurus. Nel muso dell'animale l'estensione dell'overbite è minore di quella presente in Eurhinosaurus. Alcune differenze possono essere trovate anche nella cintura scapolare dell'animale. Infatti sia il coracoide che il contatto tra il coracoide e la scapola possiedono un forame.
L'olotipo, LEICT G454.1951.5, venne descritto come la specie tipo Wahlisaurus massarae, il cui nome significa "sauro di Wahl", in onore di William Wahl, mentre il nome specifico, massare è in onore del professor Judy Massare, entrambi specialisti nei rettili marini mesozoici.